# یواخیم کاستنشایلد
یواخیم کاستنشایلد (انگلیسی: Joachim Castenschiold; ۲۹ نوامبر ۱۷۴۳ – ۶ آوریل ۱۸۱۷) افسر اهل دانمارک بود. وی همچنین برندهٔ جوایزی همچون نشان دنبرو شده‌است.